# Club de Deportes Provincial Curicó Unido
O Club de Deportes Provincial Curicó Unido é um clube de futebol da cidade de Curicó, e foi fundado no dia 26 de fevereiro de 1973 tendo como origem, o Ferrobádminton de Santiago. Tem como rivais o Rangers de Talca e o Ñublense. Suas cores são branco e vermelho. Atualmente disputa a Segunda divisão do Campeonato Chileno.

## História
O Curicó Unido nasceu no início da década de 70. Sua origem veio do Ferrobádminton de Santiago, que no fim dos anos 60 desfez a fusão entre os clubes que formavam aquela associação, de um lado o Ferroviários e do outro o Bádminton que migrou para Curicó competindo com o nome de Bádminton de Curicó. Os dirigentes da época diziam que o nome não representava a cidade de Curicó, por essa razão no dia 26 de fevereiro de 1973 fundou-se oficialmente o Curicó Unido.
O clube aparece como convidado da Associação para jogar futebol profissional na Copa Chile de 1973 e do campeonato oficial de 1974 (Segunda Divisão). 
Por grande parte dos anos 70, o elenco curicano fez parte da divisão de prata do futebol chileno. Isso, até o ano de 1980, quando fez uma péssima campanha, ficando em últimos na classificação geral e junto ao Independiente de Cauquenes são rebaixados a recém-criada Terceira Divisão, sendo um de seus clubes fundadores.
No torneio de 1982 consegue o terceiro lugar no Grupo Sul. Com isso, regressa novamente a Segunda Divisão e compete pela liguilha pelo campeonato da Terceira Divisão, que foi conquistada pelo Deportes Laja.
Ficou na Segunda Divisão do segundo semestre de 1983 até o ano de 1990 quando foi rebaixado para a Terceira Divisão, jogando seu último jogo pela Zona Sur B contra o Deportes Valdivia.

### Década de 90
Apenas finalizado o campeonato oficial de 1990 (janeiro de 1991), onde foi rebaixado, o Curicó Unido participou imediatamente do Campeonato de Apertura da ANFA, que foi jogado entre times da Terceira e Quarta divisões do futebol chileno. No campeonato, o clube ganhou o grupo 1, derrotando 5 clubes da Região de O'Higgins, se classificando para a segunda fase do campeonato. Depois derrotou em jogos únicos consecutivamente, Deportivo Cóndor e Deportes Maipo, e jogar a final com o Atlético Curacaví, sagrando-se campeão e ter ganhado com isso a Copa de la Fraternidad. Curicó Unido se posicionou como um dos favoritos ao acesso a Segunda Divisão depois da conquista do Apertura. Na liguilha começou mal, fazendo uma campanha ruim, ficando apenas no 5º lugar, sem nenhuma chance do acesso. 
Em 1992, novamente o clube parecia que ia lograr o acesso, primeiro lugar na primeira fase (Zona Centro), segundo lugar na Zona Sur-Ascenso e classificação para liguilha final. A fase final contava com 4 clubes e se jogava em turno único no Estadio Municipal de Quillota, onde o Curicó Unido empatou três vezes ficando com o vice-campeonato e sem o acesso, o Ñublense logrou o título e o acesso na ocasião.
No ano seguinte, em 1993, continuou ganhando as fases classificatórias, mas no momento de vencer as fases finais, não obteve sucesso. Na liguilha final, jogada em Ovalle, novamente o elenco tortero ficou com o vice-campeonato, perdendo o título e o acesso para o Deportes Ovalle.
Em 1994, o clube não conseguiu chegar a fase final, por ter saldo de gols inferior ao Deportes Linares, que ao fim do campeonato seria o campeão.
No ano de 1995, o Curicó Unido foi o campeão da Zona Sul da Terceira Divisão (com direito a taça), classificando-se novamente a liguilha final, disputada no Estádio Municipal de La Florida, onde o Curicó Unido novamente falhou, ficando em último, perdendo seus 3 jogos.
Em 1996 se viveu um dos piores momentos da relação Curicó Unido e ANFA (Asociación Nacional de Fútbol Amateur), quando o clube ficou no quarto lugar na primeira fase, o que habilitava o clube a passar para a segunda fase do campeonato. Mas na última rodada da primeira fase, o Curicó Unido venceu fora de casa o General Velásquez por 1x0, classificando com 40 pontos contra os 37 do seu rival da partida, mas os dirigentes do clube derrotado enviaram uma carta para a ANFA dizendo que o clube curicano tinha colocado 4 jogadores maiores de 23 anos (3 no máximo pelo regulamento), e foi punido, tendo que disputar o Grupo Zona Centro-Descenso, onde o clube jogaria sua continuidade na Terceira Divisão, foi o melhor clube do grupo e permaneceu na divisão.
No dia 12 de outubro de 1998 foi feito uma tentativa de fusão entre o Curicó Unido e o Provincial Curicó por motivos econômicos. Só no dia 26 de abril de 2001 se firmou de fato a fusão, onde foi feita a ata de constituição do Club de Deportes Provincial Curicó Unido (nome pós-fusão).

### Década de 2000
Em 2004, depois de uma grande campanha, os curicanos estiveram quatro vezes a um passo de subir para a Primera B. Depois de iniciar a liguilha final com triunfos sobre o Barnechea, Trasandino e Ñublense, bastava uma vitória em Santiago sobre o Barnechea para se sagrar campeão. Mas o clube não conseguiu, e viu o Ñublense encostar-se à disputa pelo acesso. A decisão ficou para a última rodada, Curicó e Ñublense tinham uma distancia de 3 pontos e se enfrentaram em Chillán, com vitória dos donos da casa, havendo um empate de pontos entre os dois clubes, forçando um jogo desempate pelo acesso na cidade de Linares. O jogo desempate acabou com a vitória do Ñublense por 2x0, sagrando o clube de Chillán com o campeonato da Terceira Divisão e com o acesso, mais um ano o Curicó Unido ficava no quase.
Depois do duro golpe no ano anterior, o ano de 2005 foi único para o clube da cidade das tortas. Se classificou novamente para a liguilha final da Terceira Divisão e disputou o título acirradamente com o Trasandino até a última rodada. O Curicó Unido derrotou como local o Iquique, Hossana, San Antonio Unido, Iberia e Trasandino, de visitante também conseguiu bons resultados, só perdeu para o Iberia e Trasandino fora de seus domínios. Na última rodada da liguilha final o Trasandino liderava com 1 ponto de vantagem sobre o Curicó Unido, tendo que jogar com o Iquique fora de casa, enquanto o Curicó Unido tinha que jogar com o Iberia no Estádio La Granja de Curicó, e tudo deu certo para o clube curicano, o Trasandino empatou em Iquique por 1x1 e o Curicó Unido goleou o Iberia por 4x0, sepultando os 15 anos de sofrimento na Terceira Divisão do futebol chileno, regressando ao futebol profissional do país.
O ano de 2006 marcou o regresso do Curicó Unido a Primera B, onde fez uma boa campanha, terminando em quinto lugar, apenas 1 ponto atrás do Fernández Vial que se classificou para jogar a Liguilha de Promoção (disputa para uma vaga para a Primera A).
Em 2007 chega o técnico Germán Cornejo, mas tem uma campanha fraca e logo é demitido. Logo depois chega Juan Ubilla, que chega para salvar o Curicó Unido do rebaixamento, disputando o fundo da tabela com Unión San Felipe e Deportivo Temuco, conseguindo se salvar somente na penúltima rodada com uma vitória de 2x1 sobre o Deportes Copiapó jogando no Estádio La Granja de Curicó, o Deportivo Temuco acabou caindo naquele ano.

### Acesso histórico para a Primera A
Em 2008 o técnico Luis Marcoleta chega ao banco do elenco curicano, conseguiu algo único na história do clube tortero, conseguiu conquistar o campeonato de apertura assegurando uma vaga na final pelo acesso caso não conseguisse subir de maneira direta (sendo o campeão da divisão). O time continua com uma grande campanha no Clausura, e no dia 25 de outubro de 2008 no Estádio La Granja de Curicó, o clube joga contra o clube que mais o ameaçava pelo acesso direto, o Deportes Puerto Montt, o 1x0 (gol marcado por Rodrigo Riquelme) para o Curicó Unido garantiu o título e o acesso direto para a Primeira Divisão do Chile, fato inédito na história do clube, onde pela primeira vez o clube e a cidade de Curicó estariam na elite do futebol chileno. O Clube terminou a Primera B com 77 pontos na classificação geral, o segundo colocado foi o Puerto Montt com 69 pontos.
No dia 31 de janeiro de 2009, o Curicó Unido fez sua estreia na divisão de elite do futebol chileno, enfrentando no Estádio Fiscal de Talca o Colo-Colo, campeão do futebol chileno na temporada passada, o jogo acabou com um empate em 2x2. No resto do Torneo Apertura de 2009, o Curicó Unido teve um desempenho mais do que aceitável para um novato na divisão, ganhando de clubes tradicionais como o Palestino (sendo esse seu primeiro triunfo e maior goleada conseguida na divisão de elite), Universidad Católica, Rangers de Talca e Cobreloa, terminando no décimo-quarto lugar com 19 pontos. No Torneo Clausura de 2009 veio o abismo, sendo o principal ponto negativo dessa campanha a punição por ter colocado seis estrangeiros em campo (no regulamento o máximo são cinco) no jogo contra a Universidad de Concépcion, perdendo 3 pontos na tabela. Na última rodada, o elenco curicano estava praticamente rebaixado, mesmo com o empate em casa contra o Everton, mas o seu maior rival, o Rangers de Talca cometeu o mesmo erro do Curicó Unido, colocou seis estrangeiros em campo e foi rebaixado no lugar dos Albirrojos de Curicó, que mesmo assim não tinha se livrado do rebaixamento, teria que participar da liguilha de promoção, onde teria que jogar contra um time da Primera B lutando pela sua permanência na divisão elite. Seu adversário era o San Luis, no jogo de ida, o Curicó Unido derrotou o clube de Quillota por 2x1, jogo realizado na cidade de Limache. O jogo da volta foi na cidade de San Fernando, perto de Curicó, e veio a surpresa, o San Luis derrotou o Curicó Unido por 3x0, conseguindo o acesso e rebaixando o time curicano.

### O retorno a Primera B
Em 2010, o Curicó Unido fica no Grupo Norte da Primera B de 2010, onde consegue se classificar para o octogonal final apesar de uma campanha irregular. No octogonal final, o clube esteve bem e empatou em pontos com o Unión Temuco na disputa da vaga pela liguilha da promoção, forçando um jogo desempate em Temuco, por ter tido melhor campanha ao longo da temporada, o jogo terminou em 0x0, e nos pênaltis o elenco curicano levou a melhor, vencendo por 4x3 e classificando para a liguilha de promoção. Seu adversário na liguilha de promoção seria a Universidad de Concépcion, o primeiro jogo foi jogado em Curicó, com os visitantes ganhando por 2x0, e a volta em Concépcion terminou 3x2 para os locais, sendo assim o acesso a divisão de elite foi negado para o Curicó Unido. Paralelamente, o clube disputou a Copa Chile, eliminando o Colo-Colo, Rangers de Talca e Audax Italiano, sendo eliminado nas quartas de final pelo Palestino.

## Títulos
| Nacionais | Nacionais                   | Nacionais | Nacionais      |
|           | Competição                  | Títulos   | Temporadas     |
|           | Primera B de Chile          | 2         | 2008 e 2016-17 |
|           | Tercera División A de Chile | 1         | 2005           |
| --------- | --------------------------- | --------- | -------------- |

#### Outras Conquistas
- Copa Confraternidad: 1991

## Histórico em competições oficiais
- Temporadas na 1ª: 2 (2009, 2017-)
- Temporadas na 2ª: 26 (1974-1980, 1983-1990, 2006-2008, 2010-2017 )
- Temporadas na 3ª: 17 (1981-1982, 1991-2005)
- Maior goleada feita:
  - Na Primera División: 0-4 no Palestino em (2009)
  - Na Primera B: 0-6 no Deportes Concepción e 6-0 no Ñublense em (2016)[2]
  - Na Tercera División: 14-0 no Rengo Unido em (2004)
  - Na Copa Chile: 9-0 no Lister Rossel em (1974)
- Maior goleada recebida:
  - Na Primera División: 7-0 da Universidad Católica em (2009)
  - Na Primera B: 6-0 do: Santiago Morning em (1980), Deportes Linares em (1976), Ferroviarios e Iberia em (1975)
  - Na Tercera División:: 6-0 do Deportes Talcahuano e 0-6 do Deportes Lota em (1999)
  - Na Copa Chile: 5-0 do Colo Colo em (2010)
- Melhor colocação na Primera División: 6º (Apertura 2009)
- Pior colocação na Primera División: 16º (2009)
- Acesso para a Primera División:2008, 2017 (Campeão)
- Rebaixamento para a Segunda División: 2009
- Rebaixamento para a Tercera División: 1980, 1990
- Melhor colocação na Copa Chile: Quartas de Final (2009) (2010)

## Rivalidades

### El Clásico del Maule
Os jogos disputados entre o Curicó Unido e o Rangers de Talca geram grande expectativa entre os torcedores de ambas equipes, o principal motivo da rivalidade é a proximidade geográfica, ambos clubes ficam na Região do Maule, um fica na cidade de Curicó e o outro na cidade de Talca.  
| Torneo           | PJ | VR | E | VC | GolR | GolC |
| ---------------- | -- | -- | - | -- | ---- | ---- |
| Primera División | 2  | 0  | 1 | 1  | 1    | 2    |
| Primera B        | 20 | 13 | 5 | 2  | 30   | 10   |
| Copa Chile       | 18 | 10 | 3 | 5  | 26   | 17   |
| Total            | 40 | 23 | 9 | 8  | 57   | 29   |

| PJ: partidos jogados       |
| VR: vencedor Rangers       |
| VC: vencedor Curicó Unido  |
| E: empate                  |
| GolR: gols do Rangers      |
| GolC: gols do Curicó Unido |

| Equipe       | Rendimento % |
| ------------ | ------------ |
| Rangers      | 65%          |
| Curicó Unido | 27,5%        |

Atualizado no dia 31 de outubro de 2011
Jogos destacados entre ambos:
- O primeiro jogo entre os clubes na Primera División, foi disputado em Curicó no dia 15 de março de 2009, com vitória para o time da casa. [3]
- O jogo realizado no dia 23 de junho de 2011, onde pela primeira vez, jogando por pontos, o Curicó Unido consegue ganhar por 1 a 0, jogando como visitante.

### Outras Rivalidades
O Ñublense é o outro rival do Curicó Unido, se caracteriza por ser uma rivalidade menos violenta do que a com o Rangers. Tudo começou em 2004, quando o Ñublense ganhou a final da Terceira Divisão sobre o Curicó Unido.
Outras rivalidades (em menor importância) são: Deportes Linares, Colchagua, O'Higgins e Iberia.